# Amphoe Mueang Chiang Rai

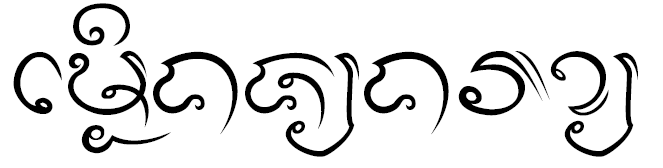
Mueang Chiang Rai in Lan-Na-Schrift

Amphoe Mueang Chiang Rai (Thai: อำเภอเมืองเชียงราย, Aussprache: ʔāmpʰɤ̄ː.mɯaŋ.tɕʰīaŋ.rāːj) ist ein Landkreis (Amphoe – Verwaltungs-Distrikt) in der Provinz Chiang Rai. Die Provinz Chiang Rai liegt in der Nordregion von Thailand.

## Geographie
Benachbarte Distrikte (von Nordwesten im Uhrzeigersinn) Mae Fa Luang, Mae Chan, Wiang Chiang Rung, Wiang Chai,  Thoeng, Pa Daet, Phan, Mae Lao und Mae Suai in der Provinz Chiang Rai, sowie Amphoe Mae Ai der Provinz Chiang Mai.
Der wichtigste Fluss des Landkreises ist der Maenam Kok (Kok-Fluss).

## Ausbildung
Im Amphoe Mueang Chiang Rai befindet sich die Mae Fah Luang-Universität sowie die Rajabhat-Universität Chiang Rai.

## Verkehr
In diesem Bezirk befindet sich der Flughafen Chiang Rai.

## Verwaltung

### Provinzverwaltung
Der Landkreis Mueang Chiang Rai ist in 16 Tambon („Unterbezirke“ oder „Gemeinden“) eingeteilt, die sich weiter in 228 Muban („Dörfer“) unterteilen.
| Nr. | Name          | Thai      | Muban | Einw.  |
| --- | ------------- | --------- | ----- | ------ |
| 01. | Wiang         | เวียง      | 0-    | 11.083 |
| 02. | Rop Wiang     | รอบเวียง   | 05    | 48.659 |
| 03. | Ban Du        | บ้านดู่      | 19    | 16.831 |
| 04. | Nang Lae      | นางแล     | 16    | 10.447 |
| 05. | Mae Khao Tom  | แม่ข้าวต้ม   | 23    | 12.055 |
| 06. | Mae Yao       | แม่ยาว     | 18    | 18.000 |
| 07. | San Sai       | สันทราย    | 11    | 09.931 |
| 11. | Mae Kon       | แม่กรณ์     | 13    | 06.320 |
| 12. | Huai Chomphu  | ห้วยชมภู    | 11    | 10.838 |
| 13. | Huai Sak      | ห้วยสัก     | 30    | 17.192 |
| 14. | Rim Kok       | ริมกก      | 07    | 18.706 |
| 15. | Doi Lan       | ดอยลาน    | 22    | 10.441 |
| 16. | Pa O Don Chai | ป่าอ้อดอนชัย | 21    | 10.381 |
| 18. | Tha Sai       | ท่าสาย     | 13    | 08.982 |
| 20. | Doi Hang      | ดอยฮาง    | 08    | 04.499 |
| 21. | Tha Sut       | ท่าสุด      | 11    | 13.684 |

Hinweis: die fehlenden Geocodes beziehen sich auf die Tambon, die heute zu Mae Lao gehören.

### Lokalverwaltung
Es gibt eine Kommune mit „Großstadt“-Status (Thesaban Nakhon) im Landkreis:
- Chiang Rai (Thai: เทศบาลนครเชียงราย) bestehend aus dem kompletten Tambon Wiang und den Teilen der Tambon Rop Wiang, San Sai, Rim Kok.

Es gibt zehn Kommunen mit „Kleinstadt“-Status (Thesaban Tambon) im Landkreis:
- San Sai (Thai: เทศบาลตำบลสันทราย) bestehend aus Teilen des Tambon San Sai.
- Huai Sak (Thai: เทศบาลตำบลห้วยสัก) bestehend aus dem kompletten Tambon Huai Sak.
- Doi Lan (Thai: เทศบาลตำบลดอยลาน) bestehend aus dem kompletten Tambon Doi Lan.
- Tha Sai (Thai: เทศบาลตำบลท่าสาย) bestehend aus dem kompletten Tambon Tha Sai.
- Doi Hang (Thai: เทศบาลตำบลดอยฮาง) bestehend aus dem kompletten Tambon Doi Hang.
- Tha Sut (Thai: เทศบาลตำบลท่าสุด) bestehend aus dem kompletten Tambon Tha Sut.
- Ban Du (Thai: เทศบาลตำบลบ้านดู่) bestehend aus dem kompletten Tambon Ban Du.
- Nang Lae (Thai: เทศบาลตำบลนางแล) bestehend aus dem kompletten Tambon Nang Lae.
- Pa O Don Chai (Thai: เทศบาลตำบลป่าอ้อดอนชัย) bestehend aus dem kompletten Tambon Pa O Don Chai.
- Mae Yao (Thai: เทศบาลตำบลแม่ยาว) bestehend aus dem kompletten Tambon Mae Yao.

Außerdem gibt es fünf „Tambon-Verwaltungsorganisationen“ (องค์การบริหารส่วนตำบล – Tambon Administrative Organizations, TAO)
- Rop Wiang (Thai: องค์การบริหารส่วนตำบลรอบเวียง) bestehend aus Teilen des Tambon Rop Wiang.
- Mae Khao Tom (Thai: องค์การบริหารส่วนตำบลแม่ข้าวต้ม) bestehend aus dem kompletten Tambon Mae Khao Tom.
- Mae Kon (Thai: องค์การบริหารส่วนตำบลแม่กรณ์) bestehend aus dem kompletten Tambon Mae Kon.
- Huai Chomphu (Thai: องค์การบริหารส่วนตำบลห้วยชมภู) bestehend aus dem kompletten Tambon Huai Chomphu.
- Rim Kok (Thai: องค์การบริหารส่วนตำบลริมกก) bestehend aus Teilen des Tambon Rim Kok.